# Fanisławiczki
Fanisławiczki is een plaats in het Poolse district  Kielecki, woiwodschap Święty Krzyż. De plaats maakt deel uit van de gemeente Łopuszno en telt 147 inwoners.